# 宿南村
宿南村（しゅくなみむら）は、兵庫県養父郡にあった村。現在の豊岡市日高町浅倉・日高町赤崎および養父市八鹿町の北東部、概ね円山川の左岸にあたる。

## 地理
- 河川：円山川、三谷川

## 歴史
- 1889年（明治22年）4月1日 - 町村制の施行により、宿南村・青山村・三谷村・浅倉村・赤崎村の区域をもって発足。
- 1955年（昭和30年）2月1日 - 分割し、大字赤崎・浅倉が城崎郡日高町に編入、大字宿南・青山・三谷が八鹿町・高柳村・伊佐村と合併し、改めて八鹿町が発足。同日宿南村廃止。

## 交通

### 鉄道路線
村域を日本国有鉄道の山陰本線が通過していたが、駅は所在しなかった。

### 道路
- 国道9号